# Ивановское (деревня, городской округ Клин)
Ива́новское — деревня в Клинском районе Московской области России.
Относится к сельскому поселению Петровское, до муниципальной реформы 2006 года относилась к Петровскому сельскому округу.

## Население
| 1852 | 1859 | 1890 | 1926 | 2002 | 2006 | 2010 |
| ---- | ---- | ---- | ---- | ---- | ---- | ---- |
| 203  | ↗210 | ↗250 | ↘186 | ↘9   | ↘8   | →8   |

## География
Расположена в южной части района, примерно в 23 км к юго-западу от Клина, на правом берегу реки Локнаш (бассейн Иваньковского водохранилища), менее, чем в 1 км, от автодороги, соединяющей Р107 (Клин — Лотошино) и Московское большое кольцо А108. Ближайшие населённые пункты — деревни Захарово, Аксёниха и Спасское.
После возведения плотины в районе деревни (1978—1979 гг.) было образовано живописное озеро. Озеро, по сути, разделяет деревню Ивановское на две части, соединенных дамбами. Со стороны основного въезда расположена типичная подмосковная деревня, с деревянными срубами середины прошлого века, общими колодцами и ржавым контейнером, служившим ещё в 90-е целям, выяснить которые пока не удалось. С другой стороны дамбы — юридически такая же деревня, но де-факто, — поселок дачников.
В Клинском районе есть село с таким же названием, оно расположено в 22 км к юго-востоку и относится к сельскому поселению Нудольское.

## Исторические сведения
В «Списке населённых мест» 1862 года Ивановское — казённая деревня 1-го стана Клинского уезда Московской губернии по левую сторону Волоколамского тракта, в 28 верстах от уездного города, при колодце, с 31 дворами и 210 жителями (104 мужчины, 106 женщин).
По данным на 1890 год входила в состав Петровской волости Клинского уезда, число душ составляло 250 человек.
В 1913 году — 42 двора.
По материалам Всесоюзной переписи населения 1926 года — деревня Спасского сельсовета Петровской волости, проживало 186 жителей (73 мужчины, 113 женщин), насчитывалось 39 хозяйств.
С 1929 года — населённый пункт в составе Клинского района Московской области.